# Вулиця Байди-Вишневецького (Київ)
Ву́лиця Ба́йди-Вишневе́цького — вулиця в Подільському районі міста Києва, місцевості Вітряні гори, Селище Шевченка. Пролягає від Вишгородської до Канівської вулиці.
Прилучаються вулиці Вітряні Гори, Гамаліївська, Межова, Світлицького, Золочевська та провулок Кузьми Скрябіна.

## Історія
Вулиця виникла у 1-й половині XX століття. 1957 року отримала назву на честь російського та українського математика Тимофія Осиповського. 
Спершу пролягала до вулиці Вітряні Гори. У 1961 році до неї було приєднано Мозирську вулицю (до одержання цієї назви у 1953 році складалася з 291-ї Нової і 295-ї Нової вулиць).
Сучасна назва на честь князя, козацького ватажка Дмитра Вишневецького — з 2022 року.

## Установи та заклади
- Будинок дітей та юнацтва «Вітряні гори» (буд. № 9-А)
- Інститут харчової біотехнології та геноміки НАН України (буд. № 2-А)

## Пам'ятки історії та архітектури
Будинок Вільгельма Крістера (1880), пам'ятка архітектури місцевого значення. Занепав, у 2011—2016 розібраний. Містився на території Інституту харчової біотехнології та геноміки НАНУ (№ 2-А). 

## Пам'ятки природи
Поблизу будинку № 3 ростуть два дуже старі дерева. Перший з них — дуб віком близько 700 років, один з найстаріших та найбільших дубів в Києві. Його висота 25 м, обіймище — 6,2 м, його називають дубом Крістера на часть відомого квітникаря XIX століття Вільгельма Крістера. Друге дерево — смерека висотою 28 та обіймищем 2,35 м. Це найстаріша смерека Києва. На території Інституту харчової хімії також ростуть три найстаріші в Києві буки, висотою 20 метрів та обіймищем від 4,2 до 6 метрів. Смерека і буки посаджені у 1850-х роках В. Крістером. У 1997 році усі ці дерева заповідані, охороняються як пам'ятки природи.

## Зображення

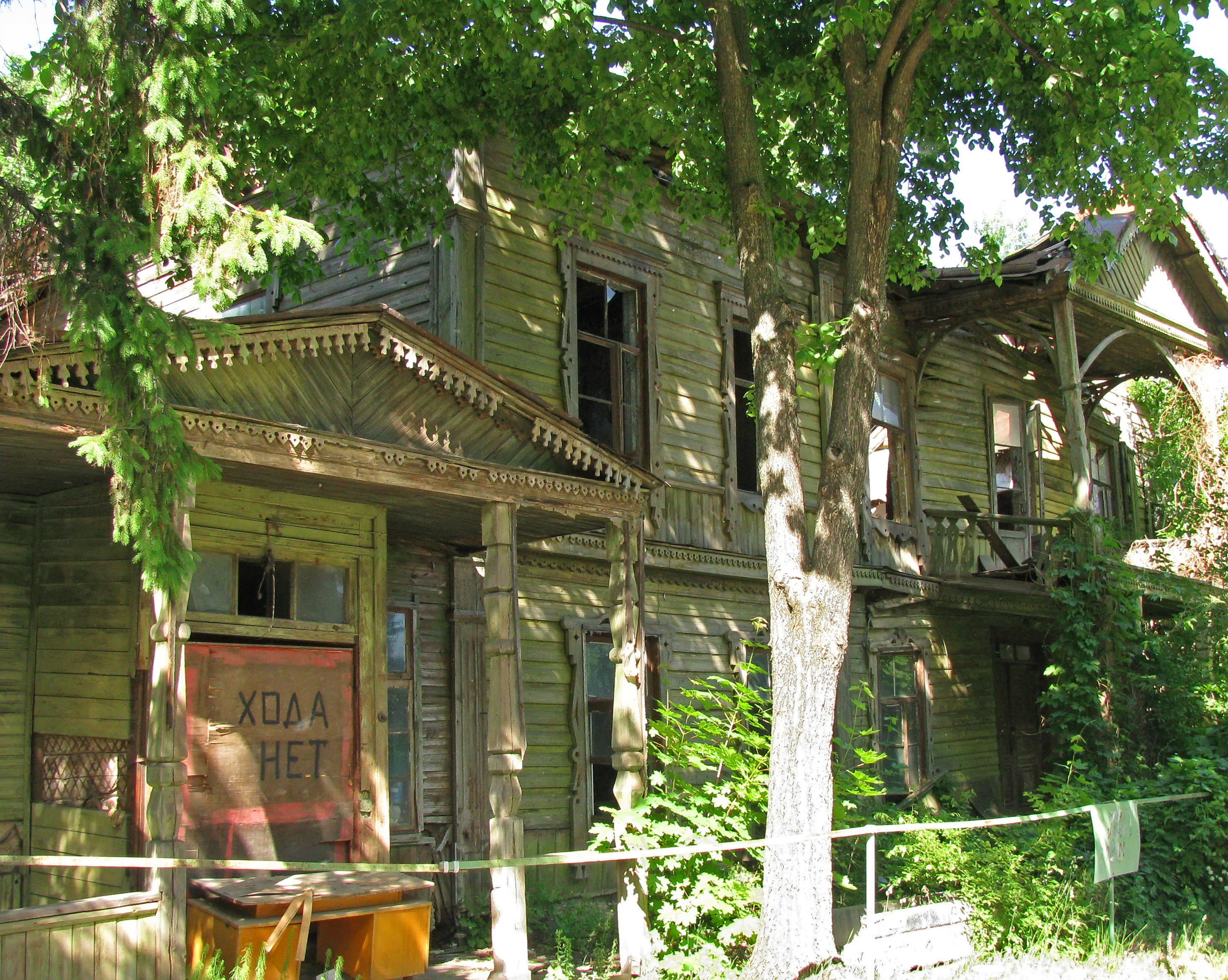
Будинок Вільгельма Крістера до знесення
Будинок Крістера в напіврозібраному стані. Фото 2015 року
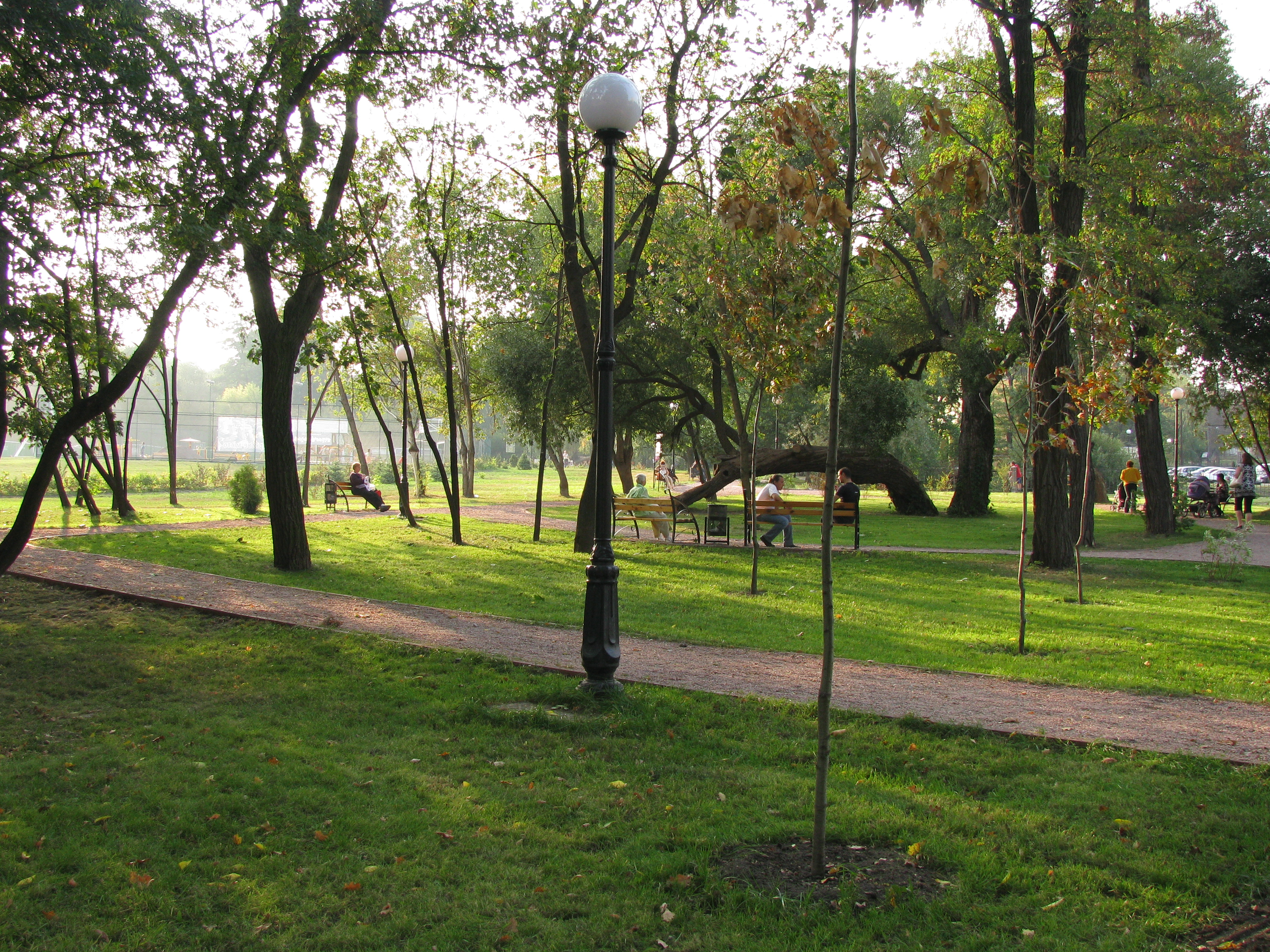
Крістерова гірка
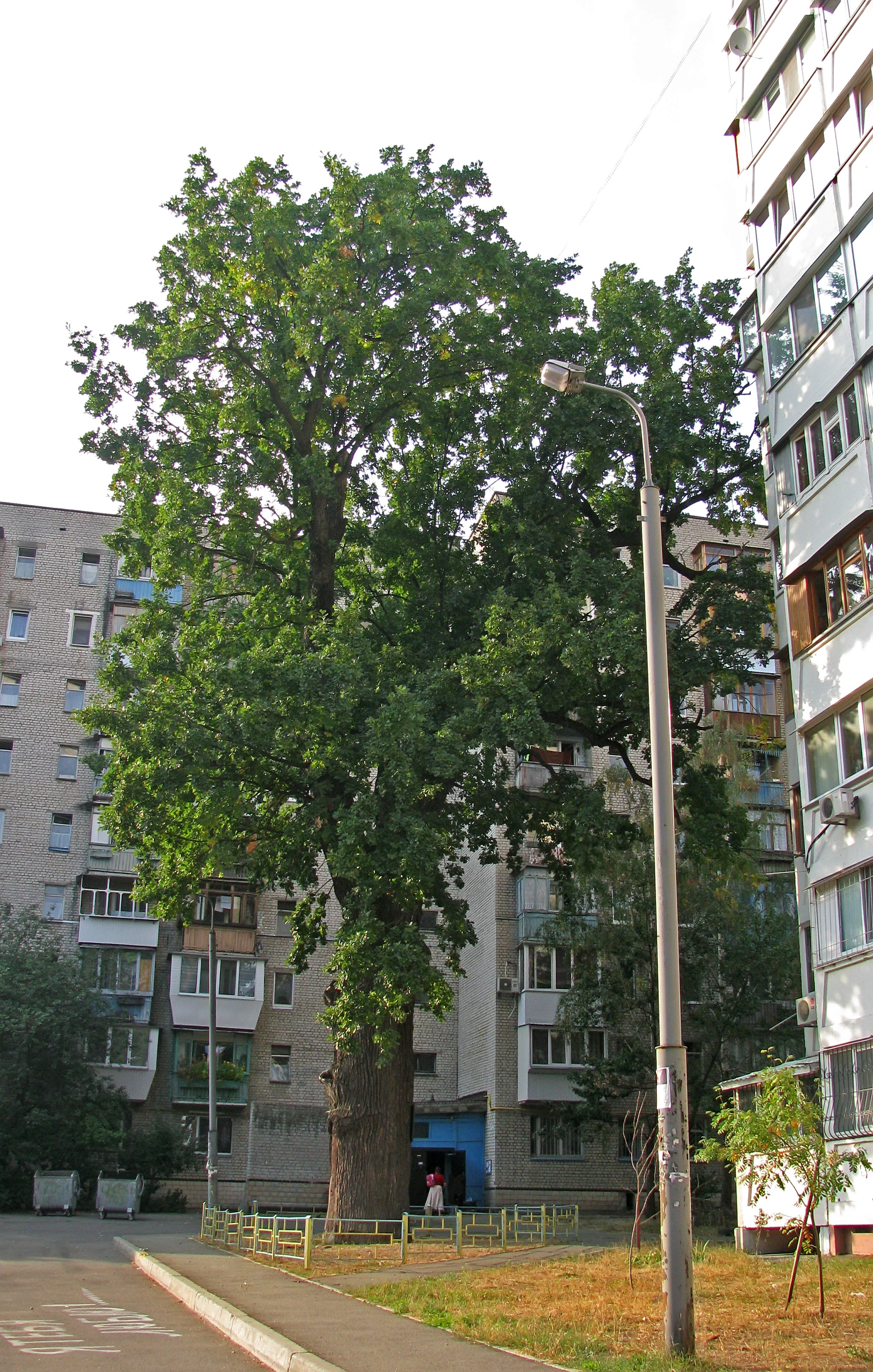
Віковий дуб Крістера